# سلوى الضامن
سلوى شاهر ضامن المصري (1946 -)؛ سياسية ووزيرة أردنية ولدت في نابلس. شغلت منصب وزير التنمية الإجتماعية مرتين الأولى في حكومة الامير زيد بن شاكر الثالثة من (8 يناير 1995 - 5 فبراير 1996) والثانية في حكومة معروف البخيت الثانية من (9 فبراير 2011- 2 يوليو 2011). 

## المؤهلات العلمية
- الثانوية العامة من كلية النجاح الوطنية. [3]
- بكالوريوس تمريض من الجامعة الاردنية سنة 1977
- ماجستير في الدراسات السكانية من الجامعة الأردنية سنة 1984.

## المناصب
- مساعدة بحث وتدريس / الجامعة الأردنية 1977-1982. [3]
- رئيسة القسم الصحي في جمعية رعاية اسرة الجندي (مشروع الباثفانيدر) في الزرقاء.
- منسقة مشروع تدريب المهارات وتوليد الدخل في جمعية رعاية اسرة الجندي في الزرقاء 1982-1986.
- مديرة المشروع الوطني " المرأة والتنمية 13/86/UNFPAفي مؤسسة نور الحسين 1982-1986 .
- مديرة صندوق العلم نور / مؤسسة نور الحسين 1996-1999.
- عضو البرلمان العربي الانتقالي 2005-2009.
- عضو مؤتمر المرأة في كل من كوبنهاجن 1985، ونيروبي 1990، وبكين 1995.
- عضو المؤتمر الدولي للسكان والتنمية / القاهرة 1994.
- عضو لمؤتمر القمة العالمية للتمية الاجتماعية/ كوبنهاجن 1995.
- مؤتمرات الاتحاد البرلماني الدولي IPU:
- عضو الوفد البرلماني الأردني لكل من المؤتمرات:

- 107IUP(مراكش نيسان 2002)، المجلس الحاكم 171 (جنيف / ايلول 2002).
- 108 IPU (سانتياغو/ نيسان 2003)، 109IPU (جنيف/ تشرين أول 2003).
- 110IPU (المكسيك / نيسان 2004)، 111IPU (جنيف/ ايلول 2004).
- 112 IPU (فيليبين/ نيسان 2005)، 113 IPU (جنيف/ تشرين أول 2005).

- عضو اللجنة التنسيقية للنساء البرلمانيات في الاتحاد البرلماني الدولي (2002-2004) ونائب أول لرئيس اللجنة (2004-2006).
- مقررة اللجنة الرئيسية الأولى «الأمن والسلم الدولي» لاعداد التقرير حول «دور البرلمانات في مساعدة المنظمات متعددة الاطراف للتأكيد على السلم والامن وبناء التحالف متعدد الاطراف للسلم»، جنيف 2003.
- مقررة اللجنة الرئيسية الأولى «الأمن والسلم الدولي» لاعداد التقرير حول «دور البرلمانات في تعزيز الانظمة للحد من انتشار الاسلحة ونزع السلاح في ضوء التحديات الامنية الجديدة»، جنيف 2004.
- رئيسة الوفد البرلماني الأردني لمنتدى النساء البرلمانيات الأوروبي المتوسطي في مدريد – اسبانيا/ حزيران 2003.
- رئيسة منتدى النساء البرلمانيات الأوروبي – عمان- الأردن / تشرين أول 2003.
- ممثلة الاتحاد البرلماني الدولي في اجتماع لجنة اوضاع المرأة في الامم المتحدة، نيويورك/ اذار 2003.
- ممثلة الاتحاد البرلماني الدولي في المؤتمر الإقليمي«بيجين+ 10 دعوة نحو السلام»، بيروت/ تموز 2004.
- مستشارة برنامج الامم المتحدة الانمائي UNDP في سلطنة عمان في مجال المرأة والتنمية والمشاريع الصغيرة 1991-1992.
- صاحبة ومديرة مركز الاستشارات والابحاث والتنمية (CORD) 2000 ولغاية الآن.
- عضو مجلس امناء في جامعة البلقاء التطبيقية.
- عضو مجلس امناء في جمعية هيا الثقافي.
- عضو اللجنة الوطنية للتربية والعلوم والثقافة.
- رئيس جمعية اصدقاء المدرسة
- عضو الهيئة الادارية في جمعية رعاية اسرة الجندي.
- عضو مجلس الاعيان التاسع عشر.
- عضو مجلس الاعيان العشرون.
- عضو مجلس الاعيان الحادي والعشرون.
- عضو مجلس الاعيان الثاني والعشرون.
- عضو مجلس الاعيان السادس والعشرون.